# Bezirksgemeinde Ludza
Die Bezirksgemeinde Ludza (lettisch Ludzas novads) – wie alle Novadi Lettlands in rechtlichem Sinne eine Großgemeinde – liegt im äußersten Osten Lettlands in der historischen Landschaft Lettgallen. Ihr Verwaltungssitz ist in Ludza.
Die Bezirksgemeinde entstand im Rahmen einer Verwaltungsreform zum 1. Juli 2021 durch den Zusammenschluss des alten Bezirks Ludza mit den Bezirken Cibla, Kārsava und Zilupe, sodass er dem Kreis Ludza entspricht, der bis 2009 Bestand hatte.

## Geografie
Das Gebiet grenzt im Osten an Russland, im Südosten an Belarus, im Süden an die Bezirksgemeinde Krāslava, im Westen an die Bezirksgemeinde Rēzekne und im Nordwesten an die Bezirksgemeinde Balvi.
In der Bezirksgemeinde liegen viele Seen, darunter der Cirma-See und der Große Ludza-See als die größten. Wichtigste Flüsse sind die Rītupe und ihr Nebenfluss Ludza im Norden sowie die Zilupe im Süden, die alle Richtung Norden fließen und zum Teil die Grenze zu Russland bilden.
Im Südwesten gehört ein kleiner Teil der Bezirksgemeinde zum Nationalpark Rāzna.

## Gliederung
Die Bezirksgemeinde umfasst die drei Städte (pilsētas) Kārsava, Ludza und Zilupe sowie 22 Gemeinden (pagasti):
| - Blonti - Briģi - Cibla - Cirma - Goliševa - Isnauda - Istra - Lauderi | - Līdumnieki - Malnava - Mežvidi - Mērdzene - Nirza - Ņukši - Pasiene - Pilda | - Pureņi - Pušmucova - Rundēni - Salnava - Zaļesje - Zvirgzdene |

## Verkehr
Durch die Bezirksgemeinde verlaufen die Staatsstraßen A12 von Jēkabpils nach Zilupe an der Grenze zu Russland, die Teil der Europastraße 22 ist, sowie die A13, die Litauen mit Daugavpils und Rēzekne über die Grenzstelle Grebņova Richtung Pskow in Russland verbindet und Teil der Europastraße 262 ist.
Parallel zur A13 verläuft die Petersburg-Warschauer Eisenbahn, parallel zur A12 die Bahnstrecke von Krustpils (Jēkabpils) nach Zilupe und weiter nach Russland.

## Nachweise
1. ↑  Law on Administrative Territories and Populated Areas, likumi.lt, abgerufen am 24. September 2021